# E574 (európai út)
Az E574 európai út Romániában található, délnyugat-északkelet irányú, a Havasalföldi Piteşti-et köti össze a Moldvai Bákóval. Erdély délkeleti részén is áthalad, kétszer is átszeli a Kárpátokat (a Törcsvári és az Ojtozi-hágón keresztül). A romániai útszámozás szerint a 73-as és a 11-es főutak nyomvonalán halad.

## Érintett városok
| Város          | km  |
| Piteşti        | 0   |
| Câmpulung      | 56  |
| Barcarozsnyó   | 127 |
| Brassó         | 147 |
| Kézdivásárhely | 207 |
| Onyest         | 278 |
| Bákó           | 326 |